# لئون پواریه
لئون پواریه (فرانسوی: Léon Poirier‎؛ ۲۵ اوت ۱۸۸۴ – ۲۷ ژوئن ۱۹۶۸) کارگردان، تهیه کننده و فیلم‌نامه‌نویس اهل فرانسه بود. وی در بین سال‌های ۱۹۱۳ تا ۱۹۴۹، ۲۵ فیلم را کارگردانی نمود.